# Oreoweisia laxiretis
Oreoweisia laxiretis là một loài rêu trong họ Dicranaceae. Loài này được Broth. ex Herzog mô tả khoa học đầu tiên năm 1916.